# Andrea White
Andrea White es una novelista estadounidense, reconocida por su novela distópica de 2005 Surviving Antarctica: Reality TV 2083. Es la esposa del político estadounidense Bill White.

## Biografía
Andrea Ferguson nació en Baton Rouge, Luisiana, hija de Arthur John Ferguson (1917-2008) y Patsi Ferguson. La familia se mudó en la década de 1950 de Luisiana a Houston, donde asistió a la Memorial High School. Obtuvo su licenciatura en derecho de la Universidad de Texas y se convirtió en socia del bufete de abogados Locke Liddell, donde permaneció hasta el nacimiento de su segundo hijo, después de lo cual pudo convertir su afición a la escritura en una profesión.
El primer libro de White, Surviving Antarctica: Reality TV 2083, una novela para lectores adolescentes, se publicó en 2005. Fue incluido en las listas de lectura de varios estados, incluida la lista de premios Bluebonnet de Texas. En 2006 ganó el premio Golden Spur Children's Literature otorgado por la Sociedad de Lectura de Texas. Su siguiente libro, Window Boy, trataba sobre un niño en una silla de ruedas que es un "genio del baloncesto".
White y su esposo tienen tres hijos: Will, Elena y Stephen.